# Park Gorkiego (film)
Park Gorkiego (ang. Gorky Park) – amerykański dramat kryminalny z 1983 roku w reżyserii Michaela Apteda, zrealizowany na podstawie powieści Martina Cruza Smitha. Zdjęcia kręcono w Helsinkach i Sztokholmie.

## Obsada
- William Hurt – Arkady Renko
- Lee Marvin – Jack Osborne
- Brian Dennehy – William Kirwill
- Ian Bannen – Iamskoy
- Joanna Pacuła – Irina Asanova
- Michael Elphick – Pasza
- Richard Griffiths – Anton
- Rikki Fulton – Major Pribluda
- Alexander Knox – Generał
- Alexei Sayle – Golodkin
- Ian McDiarmid – Profesor Andreev
- Niall O’Brien – Rurik, agent KGB
- Henry Woolf – Levin
- Tusse Silberg – Natasza
- Patrick Field – Fet
- Jukka Hirvikangas – James Kirwill
- Marjatta Nissinen – Valerya Davidova

## Fabuła
W centrum Moskwy w Parku Gorkiego zostają znalezione ciała trzech osób, które zostały pozbawione twarzy. Śledztwo w tej sprawie prowadzi Arkady Renko. W celu ustalenia prawdy trafi na amerykańskiego biznesmena Jacka Osborne’a, który handluje futrami, studenta Williama Kirwilla, KGB i piękną Irinę, która jest powiązana z zabitymi. Odkryje spisek, który sięga do Moskwy.

## Nagrody i nominacje
Złote Globy 1983
- Najlepsza aktorka drugoplanowa – Joanna Pacuła (nominacja)

Nagroda BAFTA 1984
- Najlepszy aktor drugoplanowy – Michael Elphick (nominacja)